# Buanamekar
Buanamekar is een bestuurslaag in het regentschap Ciamis van de provincie West-Java, Indonesië. Buanamekar telt 3038 inwoners (volkstelling 2010).